# 甄密
甄 密（しん みつ、生年不詳 - 542年）は、北魏から東魏にかけての官僚・軍人。字は叔雍。本貫は中山郡毋極県。従兄は甄琛。

## 経歴
廉潔で慎み深く私欲に乏しい性格であり、経書や史書を渉猟した。北魏の太和年間、奉朝請となった。甄密は貪欲に利益や名誉を争う世間の風潮を憎み、批判する賦を作ってその意志を示した。後に中山王元英の下で参軍をつとめたが、元英が鍾離の戦いで敗北すると、同郷の蘇良が梁軍の捕虜となったため、甄密は私財を出して蘇良の身柄を買い戻した。蘇良が帰国すると、かかった費用を弁済しようとしたが、甄密は一切受け取らなかった。
甄密は太尉鎧曹を経て、国子博士に転じた。孝明帝の末年、通直散騎常侍・冠軍将軍となった。葛栄の反乱軍が河北を騒がし、裴衍や源子邕が敗死すると、甄密は相州行台となり、鄴城を守った。甄密は鄴城を守り抜いた功績により孝荘帝から安市県開国子の爵位を受けた。平東将軍・光禄大夫に転じ、廷尉少卿を領した。まもなく征東将軍・金紫光禄大夫に転じた。
東魏の孝静帝の初年、車騎将軍・廷尉卿となった。車騎将軍のまま北徐州刺史として出向した。542年（興和4年）、死去した。驃騎将軍・儀同三司・瀛州刺史の位を追贈された。諡は靖といった。

## 子女
- 甄倹（長子、字は元恭、前将軍・太中大夫）
- 甄賾（才学があったが、早逝した）

## 伝記資料
- 『魏書』巻68 列伝第56
- 『北史』巻40 列伝第28